# Stadion Oțelul
Stadion Oțelul – stadion piłkarski w Gałaczu, w Rumunii. Został otwarty w 1982 roku. Może pomieścić 13 932 widzów. Swoje spotkania rozgrywa na nim drużyna Oțelul Gałacz.